# Інша половина неба
«Інша половина неба» (італ. «L'altra metà del cielo») — італійська кінокомедія режисера Франко Россі, що вийшла 4 березня 1977 року з Адріано Челентано і Монікою Вітті у головних ролях. Фільм за мотивами театральної комедії Жака Деваля «Романсеро» 1958 року.

## Сюжет
В аеропорту священик Вінченцо Феррарі (Адріано Челентано), чекаючи рейс Рим — Сідней, познайомився з сицилійкою на ім'я Сусанна Макалузо (Моніка Вітті). Надалі, Дон Вінченцо, прибувши до шахтарського селища в Австралії, де веде свою службу, намагається допомогти Сусанні, відлучивши її від заняття проституцією.

## У ролях
- Моніка Вітті — Сусанна Макалузо
- Адріано Челентано — Дон Вінченцо
- Венантіно Венантіні — містер Рекк'я
- Глауко Онорато — злодій
- Маріо Каротенуто — Вільям Карлос Донегал
- Джанфранко Барра — пасажир
- Паоло Паолоні — єпископ Сіднея
- Ренцо Одзано — вусатий чоловік
- Білл Вандерс — поліцейський

## Знімальна група
- Режисер — Франко Россі
- Сценарій — Августо Камініто, Мауріціо Костанцо, Франко Россі
- Продюсер — Лучо Арденці
- Оператор — Луїджі Квейлер
- Композитор — Адріано Челентано, Детто Маріано
- Художник — Джузеппе Мангано, Джанні Джованьйоні, Люка Сабателлі
- Монтаж — Джорджо Серраллонга